# Kamienica przy Rynku 60 we Wrocławiu
Kamienica przy Rynku 60 – kamienica na wrocławskim rynku, na północnej pierzei rynku, zwanej Targiem Łakoci.

## Historia kamienicy i jej architektura

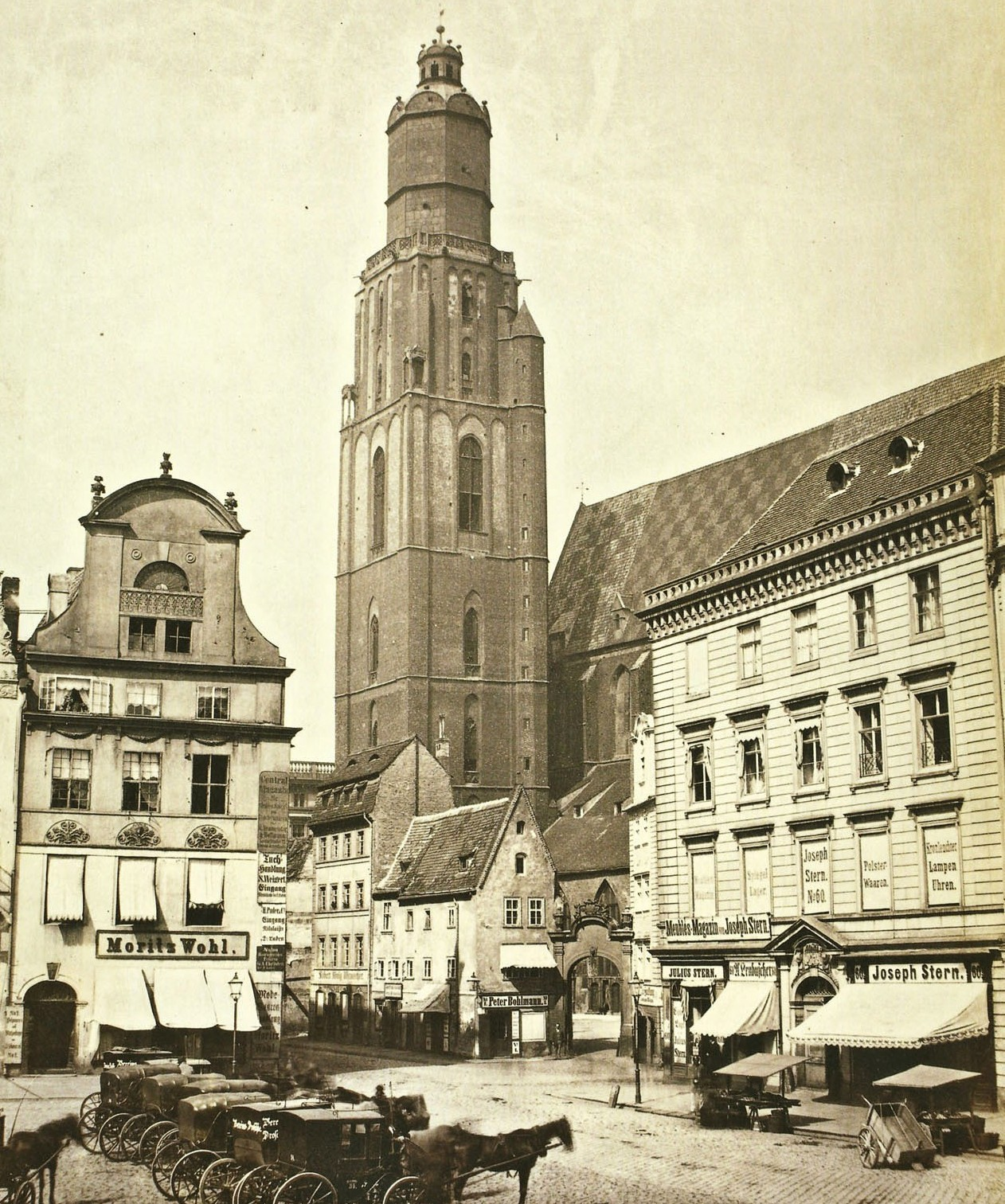
Wygląd kamienicy nr 60 w przed przebudową w 1897 roku (z prawej strony)

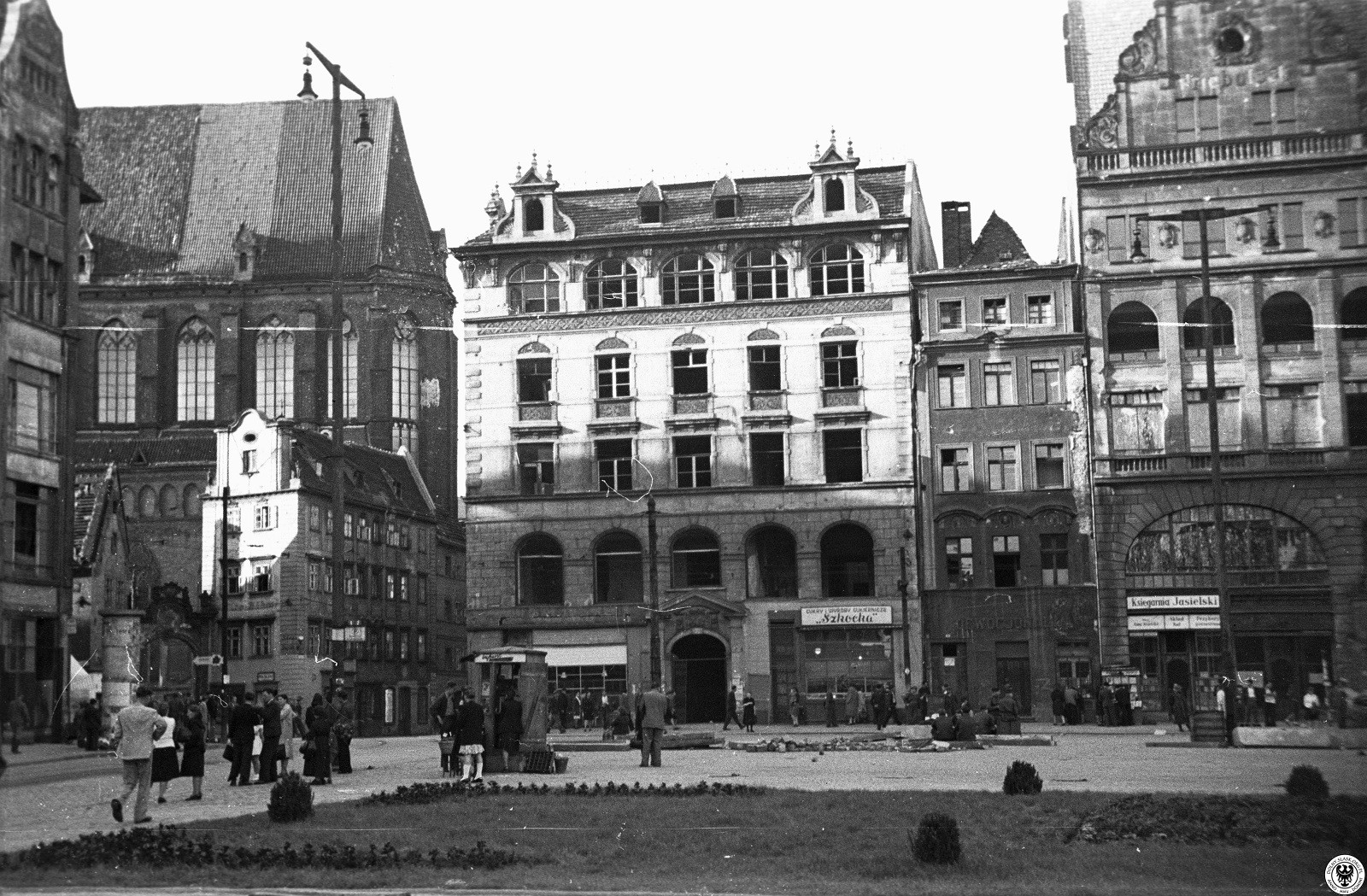
Wygląd kamienicy jeszcze w 1947 roku

Budynek na posesji przy numerze 60 został wzniesiony w średniowieczu, w XIII wieku a według Chorowskiej pod koniec XIII wieku jako jedna z ostatnich kamienic w tym wieku na wrocławskim Rynku. Pierwotnie była to trzykondygnacyjna kamienica narożnikowa o układzie kalenicowym i pięciu osiach okiennych. W świetle wnętrza na poziomie pierwszej kondygnacji miała 17 metrów długości i 6,2 m szerokości w części wschodniej, w części zachodniej 7,2 m. Od strony Rynku znajdowały się wówczas dwa wejścia przewężone węgarami o szerokości 1,6-1,8 m i wysokości 2,5-2,67 m nakryte łękami odcinkowymi oraz okno przewężone węgarami i dwie wnęki. Parter miał wysokość 3,1 metra. Przed kamienicą znajdowało się przedproże, do którego prowadziły drewniane schody pokryte w późniejszym okresie eratykiem. Przedproże wychodziło przed ścianą frontową kamienicy na długość 4.5 metra.
Między drugą połową XIV wieku a drugą dekadą wieku XV budynek został przebudowany i powstała trójskrzydłowa kamienica. Od strony zachodniej (ulicy Odrzańskiej) powstały piwnice wymurowane z eratyków oraz z cegieł w wątku jednowózkowym. Oba skrzydła miały odpowiednio 9,5 metra długości (od strony zachodniej) i 8,6 metrów od strony wschodniej. Na przedłużeniu skrzydła zachodniego postawiono w tym samym okresie oficynę. Na przełomie wieku XV i XVI kamienica została powiększona o dwa pełne trakty, zabudowując dziedziniec znajdujący się między skrzydłami oraz podzielono trakt frontowy. Piwnica, prócz piwnic frontowych, została nakryta kolebami. Z tego okresu, na parterze kamienicy i w jej skrzydłach zachodnich znajdują się trzy gotyckie portale ostrołuczne. Na jednym z nich znajduje się ozdobny ornament przedstawiający scenę Zmartwychwstania, Orła Śląskiego i Czeskiego Lwa.      
W XVI wieku fasada była zwieńczona trzema renesansowymi schodkowymi szczytami. Około 1700 roku fasad budynku przeszła gruntowną zmianę: dodano wówczas barokowy portal zwieńczony trójkątnym tympanonem oraz pilastrami wielkiego porządku w części pięter; w części dachu umieszczono trzy obudowane lukarny w formie edykuły ujęte w wolutowe spływy.   
W 1791 hrabia Carl Gottieb von Sandretzky, w celu utworzenia nowej rodowego majoratu, dokonał przebudowy budynku: kamienica zyskała czwartą kondygnację pokrytą dachem namiotowym. Na portalu wejściowym, w tympanonie umieszczono herb właściciela. W takim stanie budynek przetrwał do 1897 roku. Wówczas kamienica otrzymała kolejną, piątą kondygnację, na pierwszym piętrze zmieniono kształt okna, z prostokątnych na łukowe a fasada została wykonana w stylu eklektycznym z zachowaniem barokowego portalu. W latach dwudziestych na drugim piętrze mieścił się sklep z tkaninami "Hinke & Co."

### Właściciele i postacie związane z kamienicą

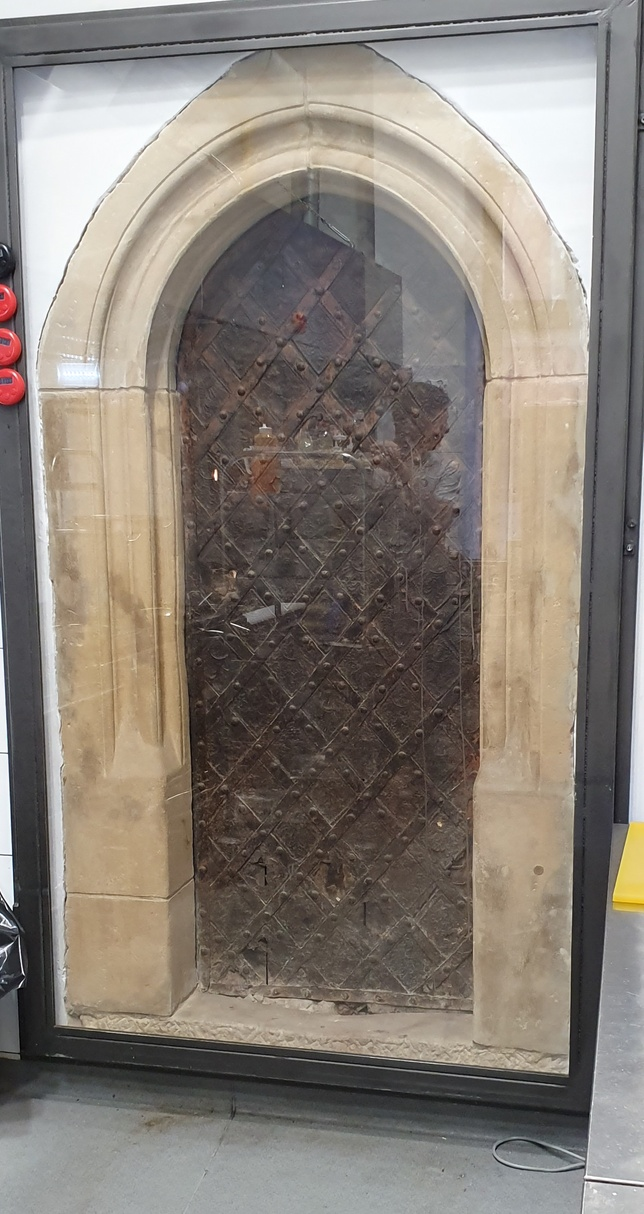
XIV wieczny boczny portal prowadzący na dziedziniec w kamienicy nr 60

Przed rokiem 1414 kamienica należała do Alexiusa Sachse a następnie do jego spadkobierców: żony Eliabeth i dzieci Anny, Hansa (Hannusa) i Marty. W 1428 roku Hans wykupił udziały sióstr i jako samodzielny właściciel zarządzał dobrami niemal do swojej śmierci w 1446 roku. Dwa lata wcześniej właścicielem kamienicy został jego szwagier Peter Falkenhaen, mąż Marty a po jej śmierci Hedwig. Pochodził on z rodu szlacheckiego, był posiadaczem ziemskim, który w 1442 nabył prawa miejskie. W 1455 roku sprzedał posesję a sam zamieszkał przy ulicy Św. Wojciecha. Nowym właścicielem, został kupiec Niklas von Brige. Był właścicielem kilku nieruchomości, m.in. przy ulicy |Ruskiej, posiadał komorę w sukiennicach oraz renty w całym mieście. Zmarł w 1466 roku a kamienica została sprzedana Niklasowi Grantke (Grancke). W jego rękach posesja pozostawała aż do jego śmierci w 1493 roku; rok później jego żona Judith sprzedała kamienicę Konradowi Sauermannowi, górnoniemieckiemu kupcowi. Sauermann utrzymywał kontakty handlowe od Wenecji po Poznań, w 1490 roku nabył obywatelstwo Wrocławia a od 1492 otrzymał przywilej herbowy. W latach 1499 i 1502 był wybierany na funkcję starszego gildii. Od 1501 był właścicielem komory w sukiennicach a w kolejnych latach osiągał sukcesy w interesach w branży górniczej i mennictwie; był posiadaczem ziemskim oraz właścicielem zamku w Jelczu (od 1508 roku).         
W połowie XVI wieku kamienica należała do Hansa Wolffa zmarłego w 1568 roku.
W latach trzydziestych XVII wieku w kamienicy nr 60 rezydował cesarski pułkownik (nieznane jest jego nazwisko), który podczas tumultu w 1636 roku udzielił schronienia cesarskim werbownikom. W 1671 dom był własnością spadkobierców Christopha Goschkego. W 1726 roku właścicielem kamienicy został Johann von Tschimau a w 1791 hrabia Carl Gottieb von Sandretzky.

## Po 1945 roku
Działania wojenne w 1945 roku nie uszkodziły znacząco kamienicy; została ona szybko odrestaurowana a około 1950 z niewyjaśnionych powodów przebudowana (prace remontowe rozpoczęły się pod koniec 1948 roku. Oknom na pierwszym piętrze nadano prostokątny kształt, a fasadzie bezstylową formę, usuwając również barokowy portal.
W 1946 roku w budynku znajdowała się cukiernia "Szkocka" (w prawej, wschodniej części) oraz "Dom handlowy" (w lewej części).  W latach 1949–1950 w budynku znajdowały się Państwowe Zakłady Wydawnictw Szkolnych, a od roku 1950 do 2004 księgarnia im. Stefana Żeromskiego założona przez Dom Książki. W 2008 budynek przeszedł generalny remont; w 2011 jego wartość została oszacowana na 43 346 500 zł.